# さだやす
さだやすは、日本の漫画家。女性。埼玉県出身。アフタヌーン四季賞2006冬のコンテスト四季賞受賞。第66回小学館新人コミック大賞青年部門入選する。漫画家のさだやす圭は実父。

## 作品リスト
- 『王様達のヴァイキング』小学館〈ビッグコミックス〉全19巻（ストーリー協力：深見真、『ビッグコミックスピリッツ』2013年14号 - 2019年39号）
- 『サイドキック -吉祥寺警察署生活安全課-』小学館〈ビッグコミックス〉既刊3巻（ストーリー協力：真野勝成、『ビッコミ』2024年5月27日[3] - 連載中）
  1. 2024年11月12日発売[4][5]、ISBN 978-4-09-863054-7
  2. 2025年2月12日発売[6]、ISBN 978-4-09-863194-0
  3. 2025年6月12日発売[7]、ISBN 978-4-09-863435-4
- ツッパリ 宇宙（コスモ）ロケンロール（『マンガワン』2025年2月20日[8]）